# Курдюков, Олег Леопольдович
Олег Леопольдович Курдюков (лит. Olegas Kurdiukovas; род. 5 июля 1966, Вильнюс) — литовский журналист, публицист, переводчик. Автор и ведущий программы «Русская улица» (выходит в эфире Национального телевидения Литвы с мая 1999 года).

## Биография
Родился в Вильнюсе. В 1983—1987 годах учился на факультете журналистики Львовского высшего военно-политического училища (ныне Академия сухопутных войск имени гетмана Петра Сагайдачного). По окончании училища работал корреспондентом газеты Уральского военного округа «Красный боец» (Свердловск).
В 1989 году по собственному желанию уволился из рядов Советской Армии и вернулся в Литву. Был корреспондентом газеты литовского Саюдиса «Согласие», нештатным корреспондентом радиостанций «Свобода» и «Би-Би-Си», издавал ежемесячник «Радиодайджест».
С 1993 года работает на Национальном телевидении Литвы. Был редактором и ведущим программы «Вечерний вестник» (ежедневная информационная программа на русском языке, закрыта в 2008 году), параллельно с 1999 года являясь автором и ведущим культурно-публицистической программы «Русская улица». Программа рассказывает о повседневной жизни русской общины Литвы, об отношениях между Литвой и Россией, об исторических связях между двумя странами.
Статьи и очерки Олега Курдюкова публиковались в альманахе «Krasnogruda» (Польша), журналах «Harper's Bazaar», «Ieva», «Cosmopolitan» и других изданиях.
Член Союза журналистов Литвы. Член правления Литовской коллегии этнической журналистики («ETNIKA»). Являлся действительным членом Евразийской академии телевидения и радио.

## Награды и премии
Обладатель Гран-при Международного фестиваля телевизионных и радиопрограмм на русском языке «Эфирная шкатулка» (Прага, 2010) и диплома Международной академии телевидения и радио «За вклад в телевизионную публицистику».
Дипломант Международных телерадиофестивалей в Дюссельдорфе (Германия, 2008), Эйлате (Израиль, 2009), Таллине (Эстония, 2011), Будапеште (Венгрия, 2012).
В 2011 году номинирован на звание лучшего телеведущего года.
Награждён Памятным знаком Президента Литвы «За личный вклад в развитие трансатланических связей Литвы» (2003), Почётной грамотой Правительства Литовской Республики «За сохранение этнической самобытности русских Литвы, укрепление литовско-русских культурных связей» (2009), Благодарственным письмом Вильнюсского городского самоуправления «За вклад в программу празднования 1000-летия первого упоминания о Литве» (2009), Благодарственным письмом министра культуры Литовской Республики «За многолетнюю творческую деятельность» (2010).
В 2015 году удостоен премии "За поощрение межкультурного диалога".
В 2016 году награждён медалью ордена "За заслуги перед Литвой".
Очерк об Олеге Курдюкове включен в книгу Раймондаса Полиса «Фонтан личностей» («Asmenybių fontanas», Vilnius, издательство «Petro ofsetas», 2011), где представлены портреты двенадцати ярких деятелей литовской политики и культуры.